# Venusprojektet

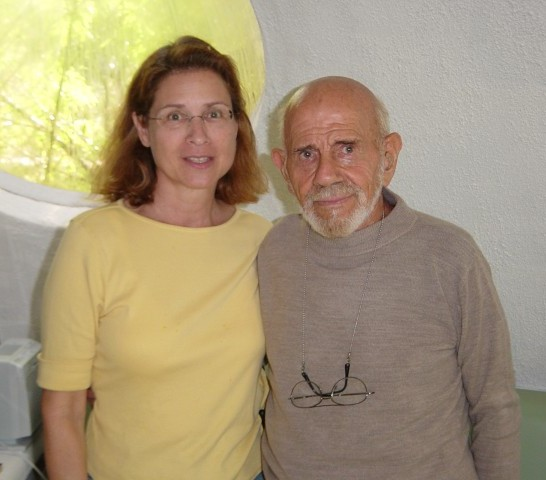
Roxanne Meadows och Jacque Fresco

Venusprojektet är en organisation som startades 1995 av Jacque Fresco och Roxanne Meadows i Venus, Florida, USA.
Fresco spred från 1970-talet sina tankar om hur världen kan slippa krig, fattigdom, brottslighet och miljöförstöring via en övergång till en "resursbaserad ekonomi". Hans definition av en resursbaserad ekonomi är ett teoretiskt ekonomiskt system där alla varor och tjänster är tillgängliga för alla människor utan kontantbetalning eller krediter. Den resursbaserade ekonomin ska fungera så att man ska se på de resurser som man har tillgängliga och efter det bestämma ifall man kan utföra ett projekt eller inte. Detta med beräkningar så att man inte lägger för liten tyngd på vare sig ekosystemet eller på välmåendet bland befolkningen.